# Soukayna El Aouni
Soukayna El Aouni, née le 25 mars 1991, est une taekwondoïste marocaine.

## Carrière
Soukayna El Aouni est médaillée d'argent dans la catégorie des moins de 62 kg aux Championnats d'Afrique 2016 à Port-Saïd et aux Championnats d'Afrique 2018 à Agadir.